# ايرين كيلي (فيلسوفة)
ايرين كيلي هي فيلسوفة أمريكية وكاتبة. هي استاذة الفلسفة في جامعة جامعة تافتس. حصل كتابها مطاردتي إلى قبري على جائزة جائزة بوليتزر عن فئة السيرة الذاتية عام 2022.

## اعمالها

### الكتب المؤلفة
- مطاردتي إلى قبري: نشر بواسطة دار بلومزبري عام 2021.[5]
- حدود اللوم: إعادة التفكير في العقاب والمسؤولية (مطبعة جامعة هارفارد، 2018).[6]

### الكتب المحررة
- العدالة كإنصاف: إعادة صياغة، (مطبعة جامعة هارفارد، 2001).

### المقالات
- العدالة الجنائية دون عقاب. مجلة الفلسفة.[7]